# The Grudge 2
The Grudge 2 is een Amerikaanse horrorfilm uit 2006 die geldt als opvolger van The Grudge uit 2004. Takashi Shimizu regisseerde beide delen. In de vorm van The Grudge 3 verscheen er in mei 2009 een derde deel rechtstreeks op dvd. Shimizu had hiermee niets meer van doen.

## Verhaal
Na de gebeurtenissen uit het eerste deel is Karen Davis (Sarah Michelle Gellar) in het ziekenhuis in Tokio beland. Haar moeder stuurt haar zus Aubrey (Amber Tamblyn) naar Japan om Karen terug naar de Verenigde Staten te halen. Na een zwijgzame eerste ontmoeting, laat Aubrey het er voorlopig maar bij, met het voornemen op een later tijdstip een zinvoller gesprek te voeren met haar zus. Een volgende keer blijft echter uit, want wanneer Aubrey het ziekenhuis verlaat is ze nog net op tijd om haar zus buiten met een smak dood te zien vallen op de grond. De officiële lezing luidt zelfmoord na een sprong van een hoge verdieping, maar Aubrey denkt er het hare van. Wanneer ze graaft in het recente verleden van haar zus, raakt ook zij vervloekt door de geest van het huis die Karen in het eerste deel het leven zuur maakte. Schoolmeisjes Allison (Arielle Kebbel), Vanessa (Teresa Palmer) en Miyuki (Misako Uno) wacht hetzelfde lot, na een bezoek aan het huis dat Karen haar leven kostte.

## Rolverdeling
| Acteur                | Personage               |
| --------------------- | ----------------------- |
| Amber Tamblyn         | Aubrey Davis            |
| Edison Chen           | Eason                   |
| Arielle Kebbel        | Allison                 |
| Teresa Palmer         | Vanessa                 |
| Misako Uno            | Miyuki                  |
| Ryo Ishibashi         | Nakagawa                |
| Matthew Knight        | Jake                    |
| Sarah Roemer          | Lacey                   |
| Jennifer Beals        | Trish                   |
| Sarah Michelle Gellar | Karen Davis             |
| Christopher Cousins   | Bill                    |
| Eve Gordon            | School mentor Dale      |
| Shaun Sipos           | Michael                 |
| Takako Fuji           | Kayako Saeki            |
| Ohga Tanaka           | Toshio (als Oga Tanaka) |
| Paul Jarrett          | John Flemingared        |
| Joanna Cassidy        | Mrs. Davis              |
| Jenna Dewan           | Sally                   |
| Kim Miyori            | Kayako's moeder         |
| Kyoka Takizawa        | Jonge Kayako            |

## Trivia
- Misako Uno (Miyuki) is de zangeres van de Japanse band AAA (Attack All Around).